# Tereza Boučková
Tereza Boučková (* 24. května 1957 Praha), rozená Kohoutová, je česká spisovatelka, scenáristka, publicistka a signatářka Charty 77.

## Život
Tereza Boučková je nejmladší ze tří dětí spisovatele Pavla Kohouta a jeho druhé ženy Anny Kohoutové, asistentky režie. Bratr Ondřej, malíř a scénograf, žije v Rakousku a sestra žije ve Švýcarsku.
Po absolvování základní školy studovala na dvouleté ekonomické, brzy ale přestoupila na Akademické gymnázium ve Štěpánské ulici v Praze, kde v roce 1976 maturovala. Po maturitě podepsala Chartu 77 a pak pracovala mj. jako uklízečka, poštovní doručovatelka, domovnice nebo balička gramofonových desek. Další studium jí nebylo umožněno, ale vzdělávala se soukromě, složila státní zkoušku z angličtiny, navštěvovala přednášky tzv. bytových univerzit.
Několikrát se neúspěšně pokoušela o přijetí na DAMU. Svůj herecký talent mohla uplatnit jen v disidentských představeních konaných v bytě Vlasty Chramostové, např. v roce 1978 spolu s ní, svým otcem Pavlem Kohoutem, Pavlem Landovským a Vlastou Třešňákem účinkovala v inscenaci Kohoutovy adaptace Shakespearova Macbetha (Play Macbeth).
Angažuje se v ochraně životního prostředí, podporuje mj. Hnutí DUHA, Děti Země, Limity jsme my. V Evropských volbách 2004 kandidovala za Stranu zelených.
Také se velmi angažuje v podpoře Ukrajiny.
Po krátkém prvním manželství se v roce 1985 podruhé provdala za Ing. Jiřího Boučka, se kterým se přestěhovala do chaty svých prarodičů v osadě Záhrabská v katastru obce Svatý Jan pod Skalou. Mají tři syny, dva adoptované. Poslední léta žije také v domě v Matoušově ulici.
V listopadu 2016 jí byl přiznán status účastníka odboje a odporu proti komunismu, mimo jiné i za účast v bytovém divadle, které bylo StB tvrdě rozháněno.
30. května 2024 jí bylo uděleno čestné občanství Prahy 5.

## Dílo
Literární práci se Tereza Boučková věnuje od konce osmdesátých let jako prozaička. Na konci 80. let 20. století samizdatově (edice Expedice, časopisy Revolver Revue, Host) publikovala prvotinu Indiánský běh, která vyvolala rozruch, neboť se v ní autorka kriticky vyjádřila k řadě známých osobností, např. ke svému otci Pavlu Kohoutovi nebo Václavu Havlovi. Obdržela za ni Cenu Jiřího Ortena (1990). Kniha oficiálně vyšla až na konci roku 1991 v nakladatelství Fragment na Slovensku. O rok později v nakladatelství Grafoprint v rozšířeném vydání ilustrovaném autorčiným bratrem Ondřejem Kohoutem. Ondřej Kohout navrhoval většinu obálek knížek, které Tereza Boučková vydává v Odeonu.
Napsala také scénář k celovečernímu filmu Smradi, který měl premiéru v roce 2002 a byl nominován na Českého lva v sedmi kategoriích, jedna z nominací byla také za scénář. Děj je inspirován životním příběhem manželů Boučkových, adopcí dvou romských dětí.
Vystupuje také s písničkářem Bedřichem Ludvíkem. Setkali se v České televizi, kde Bedřich Ludvík byl jedním z dramaturgů filmu Smradi.
Za scénář k filmu Zemský ráj to napohled, získala první cenu v soutěži Sazky. Za ztvárnění hlavní role byla v Moskvě oceněna hlavní cenou Vilma Cibulková a film dostal cenu FIPRESCI.
Od roku 2019 do roku 2024 moderovala Noční Mikrofórum.

### Překlady
- Rubato, Rudolf Sloboda, 2008, překlad ze slovenštiny

### Divadelní hry
- Sodoma komora, 2003, divadelní hra, volně podle povídky Johannese Urzidila, premiéra 2009, v květnu 2023 premiéra v Divadle v Dlouhé
- Silnice, 2000, divadelní adaptace filmu Federica Felliniho, premiéra 2007 v Hradci Králové

### Filmografie
- Smradi, námět a scénář, 2002, (režie Zdeněk Tyc)
- Zemský ráj to na pohled, námět a scénář, 2009, (režie Irena Pavlásková)